# Salomon April
Salomon Menthos April (* 22. April 1966 in Mariental, Südwestafrika) ist ein namibischer Politiker der SWAPO, ehemaliger Gouverneur der Region Hardap und ehemaliger Geistlicher.
April ist seit März 2025 Abgeordneter der Nationalversammlung.

## Lebensweg
Er hat die Bildungsabschlüsse Bachelor (Hons) in Theologie, Bachelor (Hons) in öffentlicher Verwaltung sowie Master of Theology.
April war Pastor der Evangelisch-Lutherischen Kirche in der Republik Namibia (ELCRN). Er verlor 2014 seine Zulassung aufgrund der Aufnahme einer dauerhaften anderen Beschäftigung. Er war bis zu seiner Ernennung zum Gouverneur am 7. April 2020 Geschäftsführer des Rats für Nationales Erbe. Politisch setzte er sich vor allem für den Ausbau des Gesundheitssektors in der Region Hardap ein.